# 인천광역시의회

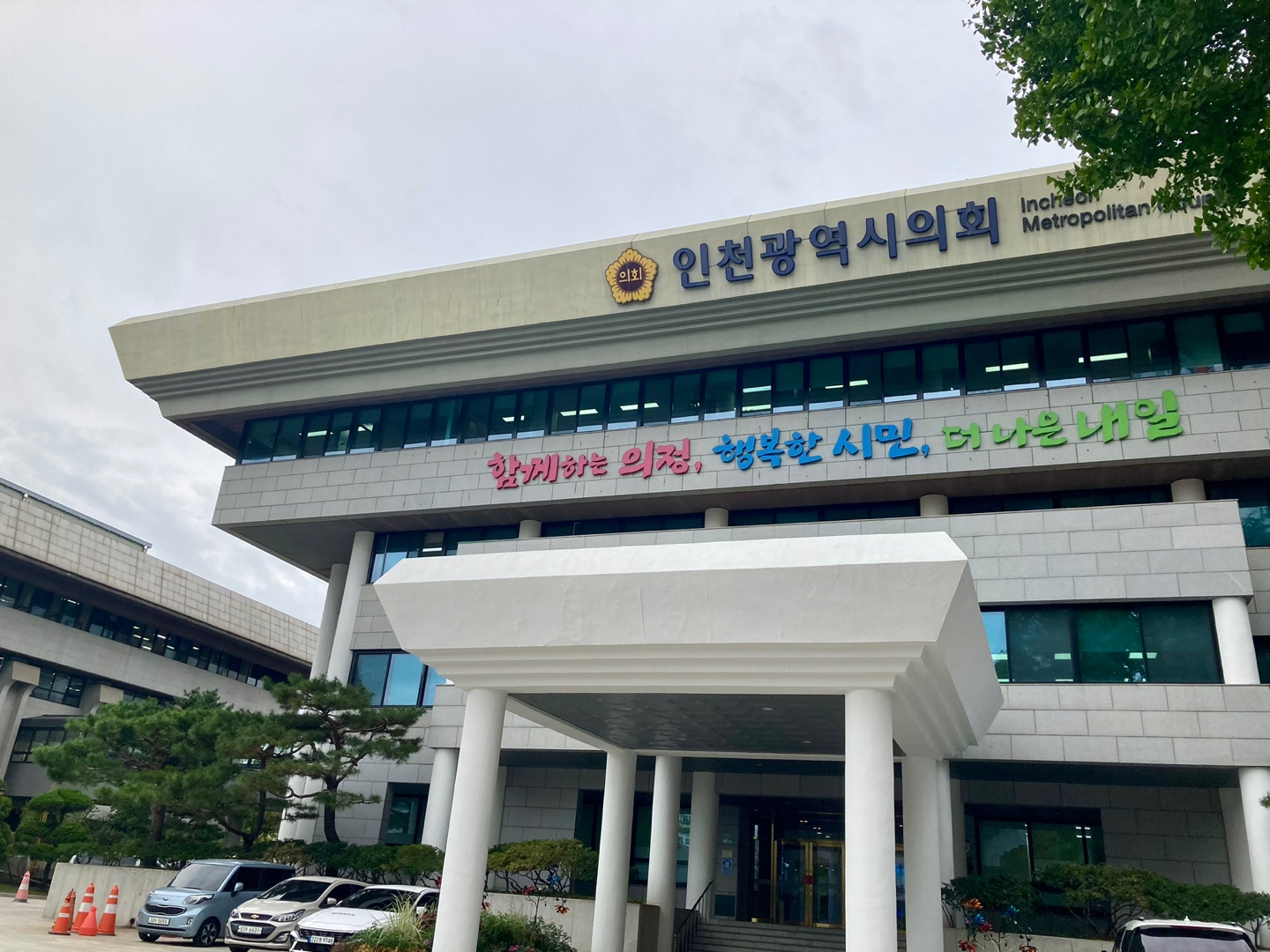
인천광역시의회 건물

인천광역시의회는 대한민국 인천광역시에 제출된 의견이나 법안을 처리하기 위해 설치된 의회이다.

## 조직

### 의장단
- 의장
- 부의장 2명

#### 역대 의장단
| 대수 | 대수   | 이름     | 정당           | 임기                              | 부의장/정당                     | 부의장/정당                  |
| ---- | ------ | -------- | -------------- | --------------------------------- | ------------------------------- | ---------------------------- |
| 초대 | 전반기 | 이기상   | 민주자유당     | 1991년 7월 8일 - 1993년 7월 7일   | 이명복/민주자유당               | 장순상/민주자유당            |
| 초대 | 후반기 | 심상길   | 민주자유당     | 1993년 7월 8일 - 1995년 6월 30일  | 박형칠/민주자유당               | 원현철/민주자유당            |
| 2대  | 전반기 | 신맹순   | 민주당         | 1995년 7월 19일 - 1997년 1월 19일 | 강부일/민주당                   | 김춘식/민주자유당            |
| 2대  | 후반기 | 김춘식   | 신한국당       | 1997년 1월 20일 - 1998년 6월 30일 | 정명환/신한국당 정구성/한나라당 | 이병화/민주당 /이영호/민주당 |
| 3대  | 전반기 | 강부일   | 새정치국민회의 | 1998년 7월 2일 - 2000년 7월 6일   | 이복식/새정치국민회의           | 이영환/새정치국민회의        |
| 3대  | 후반기 | 이영환   | 새천년민주당   | 2000년 7월 7일 - 2002년 6월 30일  | 김영주/새천년민주당             | 박승숙/한나라당              |
| 4대  | 전반기 | 신경철   | 한나라당       | 2002년 7월 11일 - 2004년 7월 8일  | 박창규/한나라당                 | 김성호/민주당                |
| 4대  | 후반기 | 박승숙   | 한나라당       | 2004년 7월 9일 - 2006년 6월 30일  | 신영은/한나라당                 | 노경수/무소속                |
| 5대  | 전반기 | 박창규   | 한나라당       | 2006년 7월 4일 - 2008년 7월 3일   | 고진섭/한나라당                 | 노경수/무소속                |
| 5대  | 후반기 | 고진섭   | 한나라당       | 2008년 7월 4일 - 2010년 3월 22일  | 이근학/한나라당                 | 유천호/한나라당              |
| 5대  | 후반기 | 강창규   | 한나라당       | 2010년 4월 12일 - 2010년 6월 30일 | 이근학/한나라당                 | 김을태/한나라당              |
| 6대  | 전반기 | 김기신   | 민주당         | 2010년 7월 6일 - 2011년 6월 13일  | 김기홍/민주당                   | 이재호/한나라당              |
| 6대  | 전반기 | 류수용   | 민주당         | 2011년 6월 14일 - 2012년 7월 5일  | 김기홍/민주당                   | 이재호/한나라당              |
| 6대  | 후반기 | 이성만   | 민주통합당     | 2012년 7월 6일 - 2014년 6월 30일  | 김영분/민주통합당               | 이상철/새누리당              |
| 7대  | 전반기 | 노경수   | 새누리당       | 2014년 7월 2일 - 2016년 6월 30일  | 박승희/새누리당                 | 이용범/새정치민주연합        |
| 7대  | 후반기 | 제갈원영 | 새누리당       | 2016년 7월 1일 - 2018년 6월 30일  | 황인성/새누리당                 | 이강호/더불어민주당          |
| 8대  | 전반기 | 이용범   | 더불어민주당   | 2018년 7월 1일 - 2020년 7월 1일   | 김진규/더불어민주당             | 안병배/더불어민주당          |
| 8대  | 후반기 | 신은호   | 더불어민주당   | 2020년 7월 2일 - 2022년 6월 30일  | 강원모/더불어민주당             | 백종빈/더불어민주당          |
| 9대  | 전반기 | 허식     | 국민의힘       | 2022년 7월 1일 - 2024년 2월 5일   | 이봉락/국민의힘                 | 박종혁/더불어민주당          |
| 9대  | 전반기 | 이봉락   | 국민의힘       | 2024년 2월 5일 - 2024년 6월 30일  | 신영희/국민의힘                 | 박종혁/더불어민주당          |
| 9대  | 후반기 | 정해권   | 국민의힘       | 2024년 7월 1일 -                  | 이선옥/국민의힘                 | 이오상/더불어민주당          |

### 위원회
상임위원회
- 의회운영위원회
- 기획행정위원회
- 문화복지위원회
- 산업경제위원회
- 건설교통위원회
- 교육위원회

특별위원회
- 예산결산특별위원회
- 윤리특별위원회

### 사무기구
사무처
- 총무담당관실[2]
- 의사담당관실[2]
- 입법정책담당관실[2]
- 전문위원

## 사진

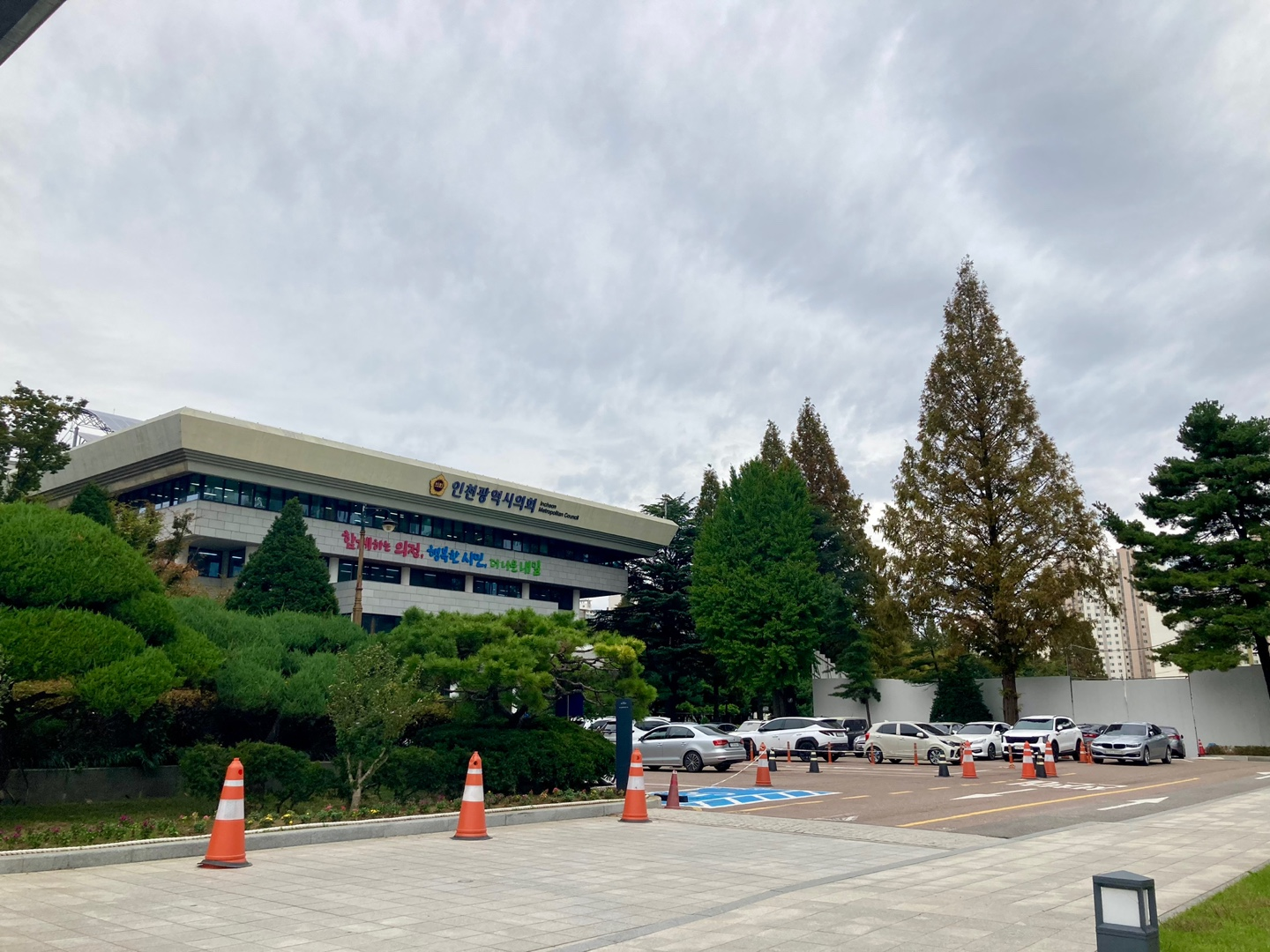
시의회 전경
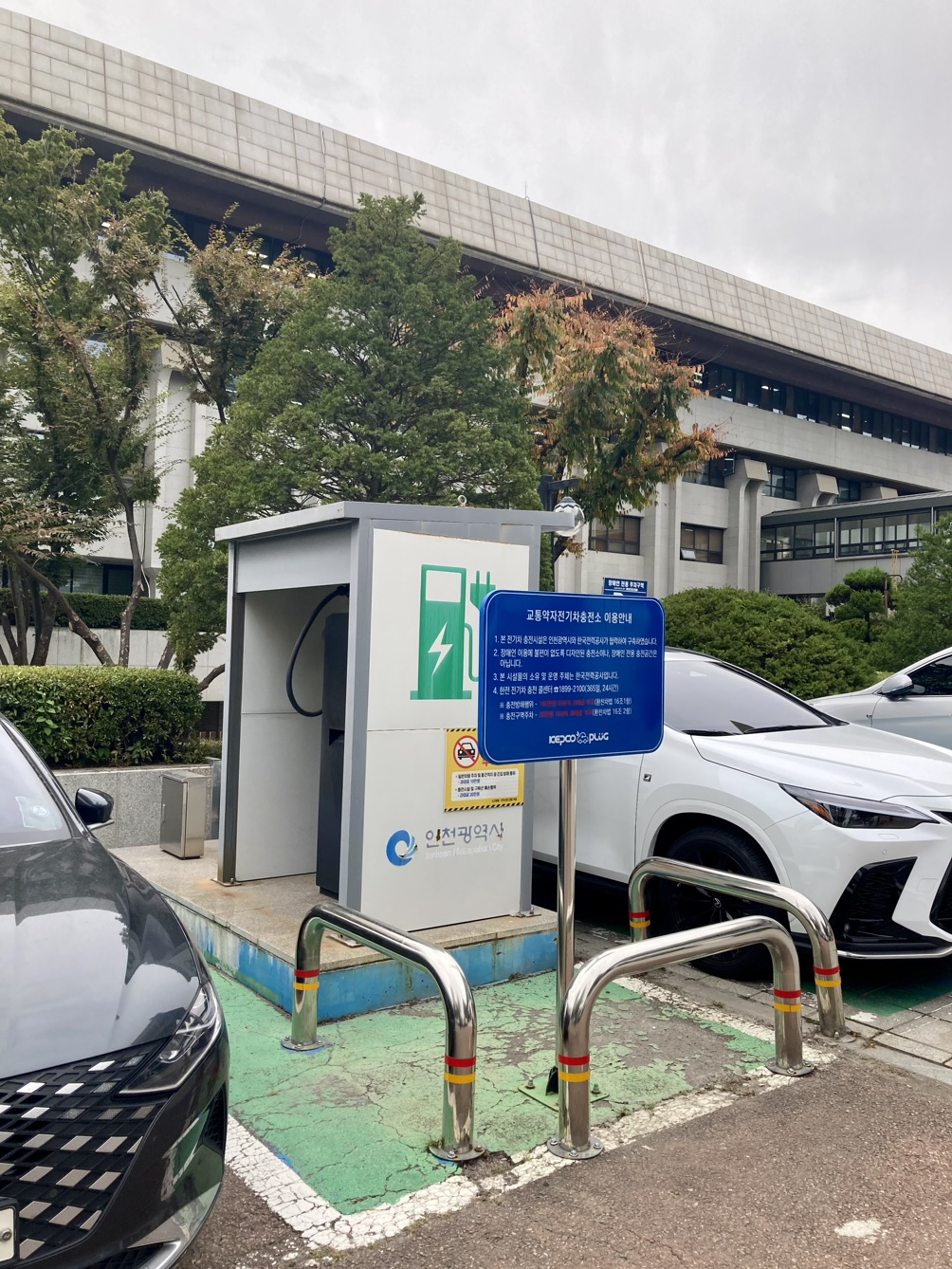
시의회 전기차충전소

## 역대 인천광역시의회의원 선거 결과

### 제1대 인천직할시의회
1991년 6월 20일에 실시된 1991년 대한민국 지방 선거를 통해 27명의 제1대 인천직할시의원이 선출되었다.
| 정당 | 정당         | 합계 |
| ---- | ------------ | ---- |
|      | 민주자유당   | 20   |
|      | 민주당       | 3    |
|      | 신민주연합당 | 1    |
|      | 무소속       | 3    |

### 제2대 인천광역시의회
1995년 6월 27일에 실시된 제1회 전국동시지방선거를 통해 35명의 제2대 인천광역시의원이 선출되었다. 본 선거를 통해 지역구 의원 32명과 비례대표 의원 3명이 선출되었다.
| 정당 | 정당       | 지역구 | 비례대표 | 합계 |
| ---- | ---------- | ------ | -------- | ---- |
|      | 민주당     | 18     | 1        | 19   |
|      | 민주자유당 | 13     | 2        | 15   |
|      | 무소속     | 1      | -        | 1    |
|      | 공석       | -      | 1        | 1    |

|  | 39.0% |

|  | 39.3% |

|  | 10.5% |

|  | 11.1% |

선거 결과 민주당에 2명의 비례대표가 배분되었지만 등록된 후보자가 1명밖에 없어서 민주당 몫 1석이 공석이 되었다. 이로 인해 제2대 인천광역시의회는 정수보다 1명이 줄어든 35명을 선출하게 되었다.

### 제3대 인천광역시의회
1998년 6월 4일에 실시된 제2회 전국동시지방선거를 통해 29명의 제3대 인천광역시의원이 선출되었다. 본 선거를 통해 지역구 의원 28명과 비례대표 의원 3명이 선출되었다.
| 정당 | 정당           | 지역구 | 비례대표 | 합계 |
| ---- | -------------- | ------ | -------- | ---- |
|      | 새정치국민회의 | 20     | 1        | 21   |
|      | 한나라당       | 4      | 1        | 5    |
|      | 자유민주연합   | 1      | 1        | 2    |
|      | 무소속         | 1      | -        | 1    |

|  | 24.0% |

|  | 45.3% |

|  | 22.6% |

|  | 6.7% |

|  | 1.4% |

### 제4대 인천광역시의회
2002년 6월 13일에 실시된 제3회 전국동시지방선거를 통해 29명의 제4대 인천광역시의원이 선출되었다. 본 선거를 통해 지역구 의원 26명과 비례대표 의원 3명이 선출되었다.
| 정당 | 정당         | 지역구 | 비례대표 | 합계 |
| ---- | ------------ | ------ | -------- | ---- |
|      | 한나라당     | 23     | 2        | 25   |
|      | 새천년민주당 | 2      | 1        | 3    |
|      | 무소속       | 1      | -        | 1    |

|  | 54.42% |

|  | 29.79% |

|  | 6.28% |

|  | 3.55% |

|  | 2.59% |

|  | 1.97% |

|  | 1.36% |

### 제5대 인천광역시의회
2006년 5월 31일에 실시된 제4회 전국동시지방선거를 통해 33명의 제5대 인천광역시의원이 선출되었다. 본 선거를 통해 지역구 의원 30명과 비례대표 의원 3명이 선출되었다.
| 정당 | 정당       | 지역구 | 비례대표 | 합계 |
| ---- | ---------- | ------ | -------- | ---- |
|      | 한나라당   | 30     | 2        | 32   |
|      | 열린우리당 | 0      | 1        | 1    |

|  | 57.85% |

|  | 20.64% |

|  | 13.70% |

|  | 6.94% |

|  | 0.85% |

### 제6대 인천광역시의회
2010년 6월 2일에 실시된 제5회 전국동시지방선거를 통해 39명의 제6대 인천광역시의원이 선출되었다. 본 선거를 통해 지역구 의원 30명과 비례대표 의원 3명, 교육의원 6명이 선출되었다.
| 정당 | 정당       | 지역구 | 비례대표 | 합계 |
| ---- | ---------- | ------ | -------- | ---- |
|      | 민주당     | 21     | 2        | 23   |
|      | 한나라당   | 5      | 1        | 6    |
|      | 민주노동당 | 1      | 0        | 1    |
|      | 국민참여당 | 1      | 0        | 1    |
|      | 무소속     | 2      | -        | 2    |
|      | 교육의원   | -      | -        | 6    |

|  | 42.05% |

|  | 40.98% |

|  | 5.68% |

|  | 4.26% |

|  | 3.31% |

|  | 2.80% |

|  | 0.69% |

|  | 0.20% |

### 제7대 인천광역시의회
2014년 6월 4일에 실시된 제6회 전국동시지방선거를 통해 35명의 제7대 인천광역시의원이 선출되었다. 본 선거를 통해 지역구 의원 31명과 비례대표 의원 4명이 선출되었다.
| 정당 | 정당           | 지역구 | 비례대표 | 합계 |
| ---- | -------------- | ------ | -------- | ---- |
|      | 새누리당       | 21     | 2        | 23   |
|      | 새정치민주연합 | 10     | 2        | 12   |

|  | 50.58% |

|  | 40.79% |

|  | 3.89% |

|  | 3.02% |

|  | 0.85% |

|  | 0.84% |

### 제8대 인천광역시의회
2018년 6월 13일에 실시된 제7회 전국동시지방선거를 통해 37명의 제8대 인천광역시의원이 선출되었다. 본 선거를 통해 지역구 의원 33명과 비례대표 의원 4명이 선출되었다.
| 정당 | 정당         | 지역구 | 비례대표 | 합계 |
| ---- | ------------ | ------ | -------- | ---- |
|      | 더불어민주당 | 32     | 1        | 33   |
|      | 자유한국당   | 1      | 1        | 2    |
|      | 정의당       | 0      | 1        | 1    |

|  | 55.27% |

|  | 26.43% |

|  | 9.23% |

|  | 6.63% |

|  | 0.67% |

|  | 0.59% |

|  | 0.42% |

|  | 0.37% |

|  | 0.34% |

### 제9대 인천광역시의회
2022년 6월 1일에 실시된 제8회 전국동시지방선거를 통해 40명의 제9대 인천광역시의원이 선출되었다. 본 선거를 통해 지역구 의원 36명과 비례대표 의원 4명이 선출되었다.
| 정당 | 정당         | 지역구 | 비례대표 | 합계 |
| ---- | ------------ | ------ | -------- | ---- |
|      | 국민의힘     | 24     | 2        | 26   |
|      | 더불어민주당 | 12     | 2        | 14   |

|  | 51.10% |

|  | 43.81% |

|  | 4.29% |

|  | 0.44% |

|  | 0.33% |

## 정당별 의석 수
| ↓            |          |  |
| 14           | 26       |  |
| 더불어민주당 | 국민의힘 |  |

### 교섭단체
인천광역시의회는 5석 이상을 확보한 정당, 또는 교섭단체에 속하지 않은 5명의 의원이 교섭단체를 구성할 수 있다.

## 같이 보기
- 인천광역시의회의원 목록
- 인천광역시청